# 아시카가 요시히데

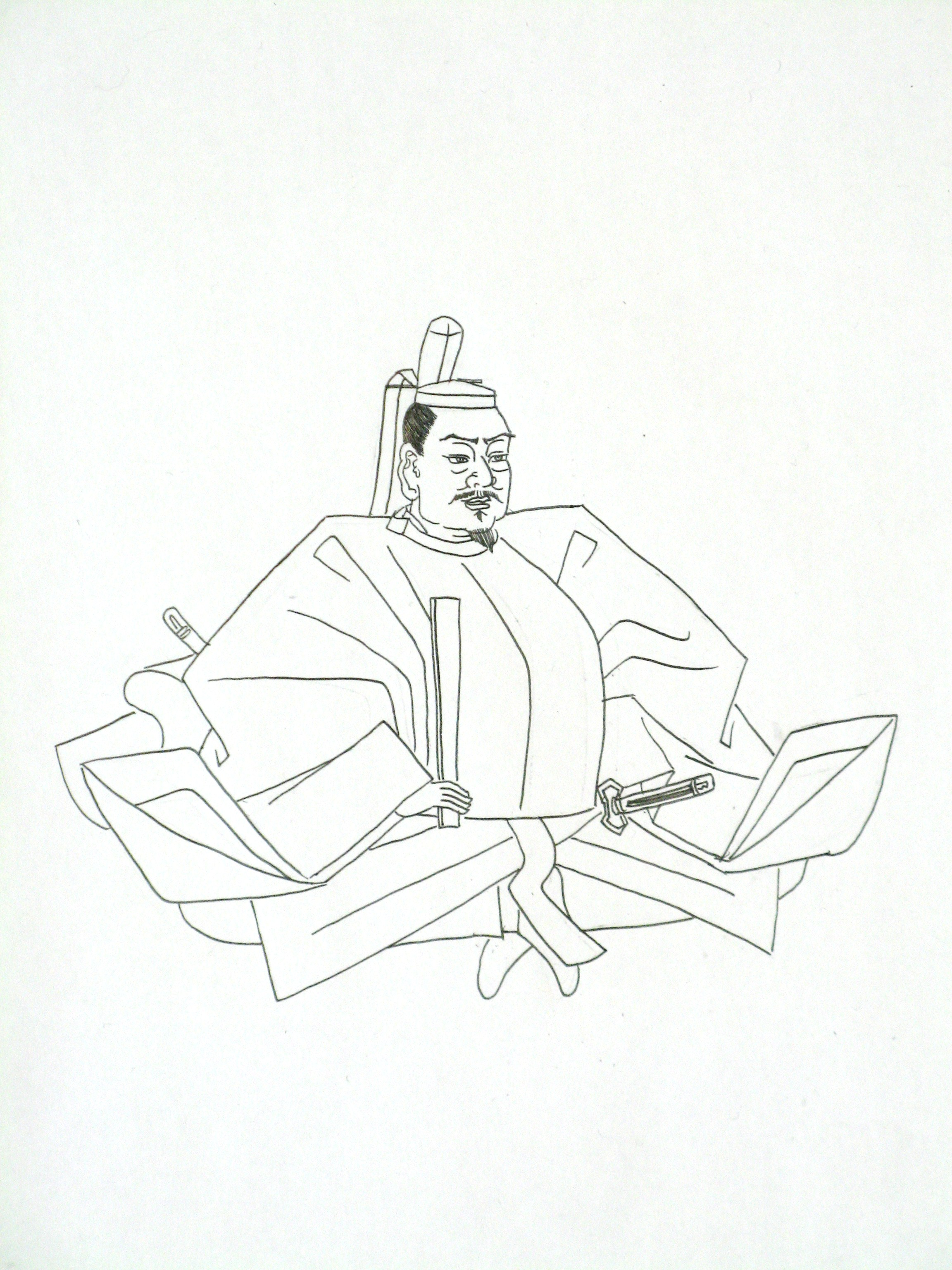

아시카가 요시히데(일본어: 足利義栄, 1538년 ~ 1568년)는 센고쿠 시대의 무로마치 막부 제14대 쇼군이다. 부친은 11대 쇼군 아시카가 요시즈미의 차남 아시카가 요시쓰나이다.

## 같이 보기
- 사카이 공방
- 에이로쿠의 변